# 加蘭溪
加蘭溪，又名加路蘭溪，位於台灣東部之縣市管河川，幹流長度5.50公里，流域面積9.38平方公里，分佈於花蓮縣豐濱鄉。主流上游為八里灣溪，發源於豐濱鄉磯崎村加路蘭山北側，先向北後轉東北，再轉東南東流，於磯崎海水浴場附近注入太平洋。